# Wanyubi Marika
Pour les articles homonymes, voir Marika.
Wanyubi Marika (Yirrkala, 1967) est un artiste aborigène australien peintre et sculpteur.
Fils de Milirrpum Marika, il fait partie d'une célèbre famille d'artistes aborigènes Yolngu, de la Terre d'Arnhem dans le Territoire du Nord de l'Australie.

## Biographie

### Jeunesse et formation
Wanyubi Marika naît en 1967 à Yirrkala, une communauté aborigène de la Terre d'Arnhem (péninsule de Gove), dans le Territoire du Nord, en Australie. Il appartient à la fraction Dhuwa du clan Rirratjingu (en) dans la patrie de Yalangbara (en),. Il est le fils aîné de la révérende Liyapadiny Marika et de l'artiste et leader Yolngu Wandjuk Marika et le neveu de Milirrpum Marika,.
Son père le pousse à suivre une bonne éducation occidentale, et Wanyubi étudie à l'école secondaire de Nhulunbuy jusqu'en 1983 puis obtient un Associate degree en gestion communautaire au Batchelor College en 1997,. Son père meurt cependant avant qu'il ne finisse ses études, en 1983.
À partir de 1985, Wanyubi Marika occupe divers emplois. Il est notamment professeur de formation au niveau primaire à Gangan, terre natale de sa mère, en 1985. En 1988, il fait partie d'une troupe de danse traditionnelle qui tourne dans les écoles du sud de la région. Il travaille ensuite comme opérateur d'usine, conduisant des bulldozers, des niveleuses et des camions puis dans la réhabilitation de l'environnement,. En 1991, il travaille dans la gestion de diverses organisations locales,. 
Il est formé à la peinture sur écorce par « ses pères » : son oncle Roy et sa tante Dhunggala du côté de son père, ainsi que de Gawirrin Gumana, frère de sa mère qui lui transmet aussi son art lors de son séjour à Gangan en 1985. Il reçoit enfin la formation de l'artiste Madarrpa de renom Djambawa Marawili.

### Carrière artistique
Wanyubi Marika commence à se consacrer à son art en 1997. D'abord intégré dans plusieurs expositions collectives, notamment pour l'exposition itinérante « Saltwater » (1999-2000) organisée par le Buku-Larrnggay Mulka Centre qui a ensuite été acquise par le Musée national de la marine de Sydney et qui le propulse comme artiste à part entière, il tient sa première exposition personnelle à la Annandale Gallery en 2004,.
Il est actif artistiquement dans les communautés aborigènes de Yirrkala, où il peint parmi les artistes du clan Ma'arrpa, et Baniyala (en), où travaille son épouse. Dernier venu de la famille d'artistes Marika, il est considéré comme le plus prometteur,. Wanyubi peint à l'acrylique et sculpte des artefacts tribaux.
Il fait partie de l'équipe curatrice de l'exposition « Eight Decades of Aboriginal Australian Bark Painting from Yirrkala ».
Ses œuvres sont conservées dans plusieurs institutions muséales en Australie et dans le monde :
- Australie
  - Galerie d'art du Queensland (Brisbane)[8]
  - Galerie nationale d'Australie (Canberra)[1]
  - Musée national du Victoria (Melbourne)[9]
  - Musée national de la marine de Sydney[10]
  - Cour suprême du Territoire du Nord (en) (Darwin)[7]
  - Opéra de Sydney[7]

- États-Unis
  - Kluge-Ruhe Aboriginal Art Collection (en) de l'université de Virginie (Charlottesville)[7]
  - Hood Museum of Art (Hanover)[11]
  - Seattle Art Museum (Seattle)[12]

### Responsabilités claniques
« Leader communautaire important », Wanyubi Marika travaille aussi pour le Laynahpuy Homelands Council en tant que coordinateur du programme des zones protégées indigènes et garde forestier principal. Il est également président du comité Buku-Larranggay Mulka,.